# トヨタカローラ徳島
トヨタカローラ徳島株式会社（トヨタカローラとくしま）は、徳島県徳島市論田町に本社を置きトヨタカローラ店を展開するトヨタ系自動車ディーラー。
徳島県内の乗用車市場販売台数が一位である。

## 沿革
- 1966年 - トヨタパブリカ徳島株式会社を設立。
- 1968年 - 阿南店を開設。
- 1969年 - トヨタカローラ徳島株式会社に商号変更。鳴門店を開設。
- 1970年 - 鴨島店、中央店を開設。
- 1973年 - 池田店を開設。
- 1977年 - 板野店を開設。
- 1996年 - 阿波・脇町店を開設。
- 1998年 - 全国トヨタ販売店準総合表彰を受賞。（2000年 - 2002年・2004年 - 2019年も受賞。）
- 2001年 - 板野店を藍住・板野店として移転新築。
- 2003年 - カインドピット板野店を開設。
- 2005年 - C-GNT推進、新車躍進賞の各表彰を受賞。
- 2013年 - タイ王国プーケットに合弁会社トヨタNEXTを設立。同12月トヨタNEXTグランドオープン。
- 2015年 - 設立50周年。
- 2021年12月 - 小松島市にてダイハツ工業のサブディーラー「ダイハツ小松島」を開設。持株会社制へ移行する前準備として「CTトラスト分割準備株式会社」を設立[2]。
- 2022年 - 持株会社制度に移行する。車体鈑金部門の関連会社「CTトラスト株式会社」にて会社分割を行い、CTトラスト（旧社）を「トヨタカローラ徳島ホールディングス株式会社」に社名変更しグループ統括及び持株会社とする。旧社で行っていた車体鈑金事業をCTトラスト分割準備に移管し、CTトラスト分割準備の社名を「CTトラスト株式会社」（新社）に変更する。